# Sphaerellothecium soechtingii
Sphaerellothecium soechtingii är en lavart som beskrevs av Zhurb. & Alstrup 2007. Sphaerellothecium soechtingii ingår i släktet Sphaerellothecium och familjen Mycosphaerellaceae.   Inga underarter finns listade i Catalogue of Life.